# Trichilia rubescens
Trichilia rubescens là một loài thực vật có hoa trong họ Meliaceae. Loài này được Oliv. miêu tả khoa học đầu tiên năm 1868.